# Jason Dodd
Jason Robert Dodd (Bath, 2 novembre 1970) è un ex calciatore inglese.

## Statistiche

### Presenze e reti nei club
| Stagione           | Squadra            | Campionato         | Campionato | Campionato | Coppe nazionali | Coppe nazionali | Coppe nazionali | Coppe continentali | Coppe continentali | Coppe continentali | Altre coppe | Altre coppe | Altre coppe | Totale | Totale |
| Stagione           | Squadra            | Comp               | Pres       | Reti       | Comp            | Pres            | Reti            | Comp               | Pres               | Reti               | Comp        | Pres        | Reti        | Pres   | Reti   |
| ------------------ | ------------------ | ------------------ | ---------- | ---------- | --------------- | --------------- | --------------- | ------------------ | ------------------ | ------------------ | ----------- | ----------- | ----------- | ------ | ------ |
| 1988-1989          | Bath City          |                    | 11         | 1          | FACup           | ?               | ?               | -                  | -                  | -                  | -           | -           | -           | 11+    | 1+     |
| 1989-1990          | Southampton        | FD                 | 3          | 0          | FACup+CdL       | ?               | ?               | -                  | -                  | -                  | -           | -           | -           | 3+     | 0+     |
| 1990-1991          | Southampton        | FD                 | 2          | 0          | FACup+CdL       | ?               | ?               | -                  | -                  | -                  | -           | -           | -           | 2+     | 0+     |
| 1991-1992          | Southampton        | FD                 | 14         | 0          | FACup+CdL       | ?               | ?               | -                  | -                  | -                  | -           | -           | -           | 14+    | 0+     |
| 1992-1993          | Southampton        | PL                 | 30         | 1          | FACup+CdL       | ?               | ?               | -                  | -                  | -                  | -           | -           | -           | 30+    | 1+     |
| 1993-1994          | Southampton        | PL                 | 10         | 0          | FACup+CdL       | ?               | ?               | -                  | -                  | -                  | -           | -           | -           | 10+    | 0+     |
| 1994-1995          | Southampton        | PL                 | 26         | 2          | FACup+CdL       | ?               | ?               | -                  | -                  | -                  | -           | -           | -           | 26+    | 2+     |
| 1995-1996          | Southampton        | PL                 | 37         | 2          | FACup+CdL       | 1+?             | 0+?             | -                  | -                  | -                  | -           | -           | -           | 38+    | 2+     |
| 1996-1997          | Southampton        | PL                 | 23         | 1          | FACup+CdL       | ?               | ?               | -                  | -                  | -                  | -           | -           | -           | 23+    | 1+     |
| 1997-1998          | Southampton        | PL                 | 36         | 1          | FACup+CdL       | ?               | ?               | -                  | -                  | -                  | -           | -           | -           | 36+    | 1+     |
| 1998-1999          | Southampton        | PL                 | 28         | 1          | FACup+CdL       | ?               | ?               | -                  | -                  | -                  | -           | -           | -           | 28     | 1+     |
| 1999-2000          | Southampton        | PL                 | 31         | 0          | FACup+CdL       | 1+1             | 0               | -                  | -                  | -                  | -           | -           | -           | 33     | 0      |
| 2000-2001          | Southampton        | PL                 | 31         | 1          | FACup+CdL       | ?               | ?               | -                  | -                  | -                  | -           | -           | -           | 31+    | 1+     |
| 2001-2002          | Southampton        | PL                 | 29         | 0          | FACup+CdL       | ?+1             | ?+0             | -                  | -                  | -                  | -           | -           | -           | 30+    | 0+     |
| 2002-2003          | Southampton        | PL                 | 15         | 0          | FACup+CdL       | 2+1             | 0               | -                  | -                  | -                  | -           | -           | -           | 18     | 0      |
| 2003-2004          | Southampton        | PL                 | 28         | 1          | FACup+CdL       | 1+2             | 0               | CU                 | 2                  | 0                  | -           | -           | -           | 33     | 1      |
| 2004-gen. 2005     | Southampton        | PL                 | 5          | 0          | FACup+CdL       | ?               | ?               | -                  | -                  | -                  | -           | -           | -           | 5+     | 0+     |
| Totale Southampton | Totale Southampton | Totale Southampton | 348        | 10         |                 | 10+             | 0+              |                    | 2                  | 0                  |             | -           | -           | 360+   | 0+     |
| gen.-giu. 2005     | Plymouth Argyle    | FLC                | 4          | 0          | FACup+CdL       | ?               | ?               | -                  | -                  | -                  | -           | -           | -           | 4+     | 0+     |
| 2005-2006          | Brighton           | FLC                | 7          | 0          | FACup+CdL       | ?               | ?               | -                  | -                  | -                  | -           | -           | -           | 7+     | 0+     |
| Totale carriera    | Totale carriera    | Totale carriera    | 370        | 11         |                 | 10+             | 0+              |                    | 2+                 | 0+                 |             | -           | -           | 382+   | 11+    |

## Palmarès

### Club

#### Competizioni regionali
- Somerset Premier Cup: 1

Bath City: 1988-1989